# Бригадир Слобідських козацьких полків

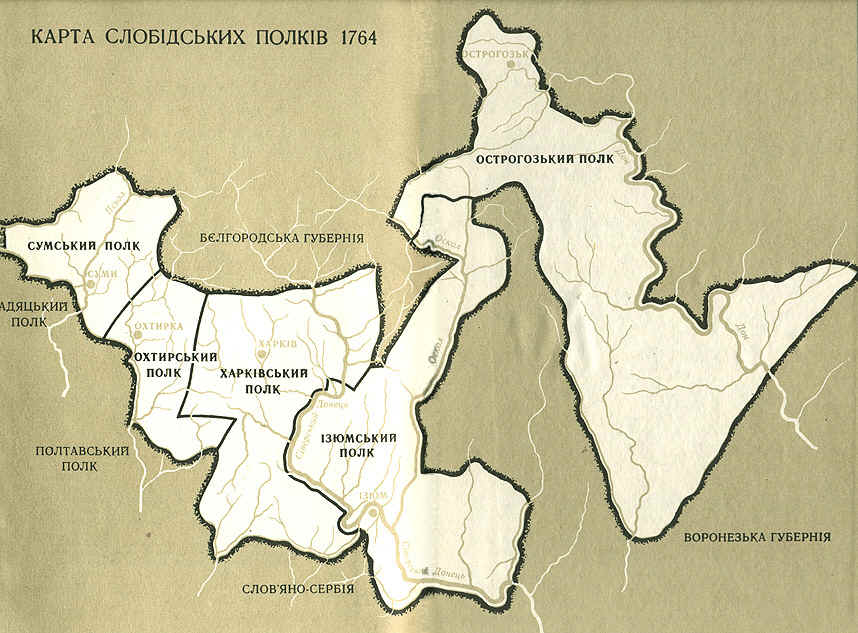
Слобідські козацькі полки

Бригадир Слобідських козацьких полків — найвища військова посада в Слобідських козацьких полках у 1707–1765 роках (з перервами). 
Бригадири були керівниками Слобідських полків, які в військовому плані, формували бригаду в складі Української дивізії. Підпорядковувався керівнику Української дивізії. Слобідські козацькі полковники, були підпорядковані бригадиру, як керівники військових формувань, але не як керівники адміністративно-територіальних одиниць.
У 1765 році відбулося скасування козацького устрою в Слобідській Україні. Козацькі полки було перетворено на гусарські полки регулярної Російської армії, а їх територія утворила Слобідсько-Українську губернію.

## Історія появи посади
За часів Північної війни в Україну були введені московські війська. В зв'язку з недовірою Московської влади до козаків, частина цих військ залишилися в Україні (Гетьманщина, та Слобідська Україна) і після закінчення війни у 1713 році, з них було утворено Українську дивізію. Однією з бригад цієї дивізії стала бригада Слобідських козаків, до якої входили всі п'ять Слобідських козацьких полків.
Першим бригадиром у 1707 році, став полковник Ізюмського козацького полку Федір Шидловський. Командир бригади мав армійський чин Московської держави, й був бригадиром, чи генерал-майором.

## Перелік бригадирів

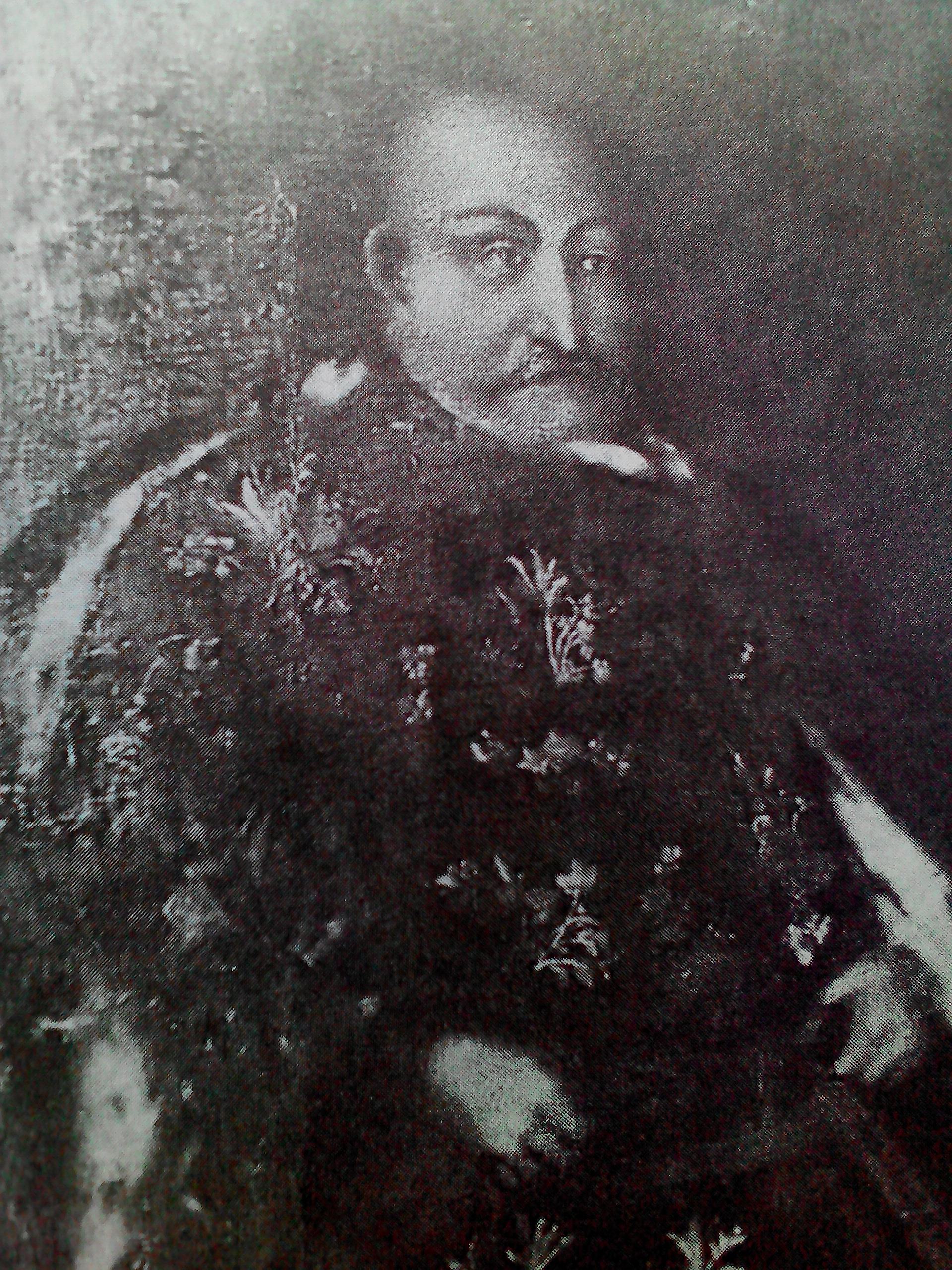
Портрет бригадира Федора Осипова (XVII-XVIII ст.).

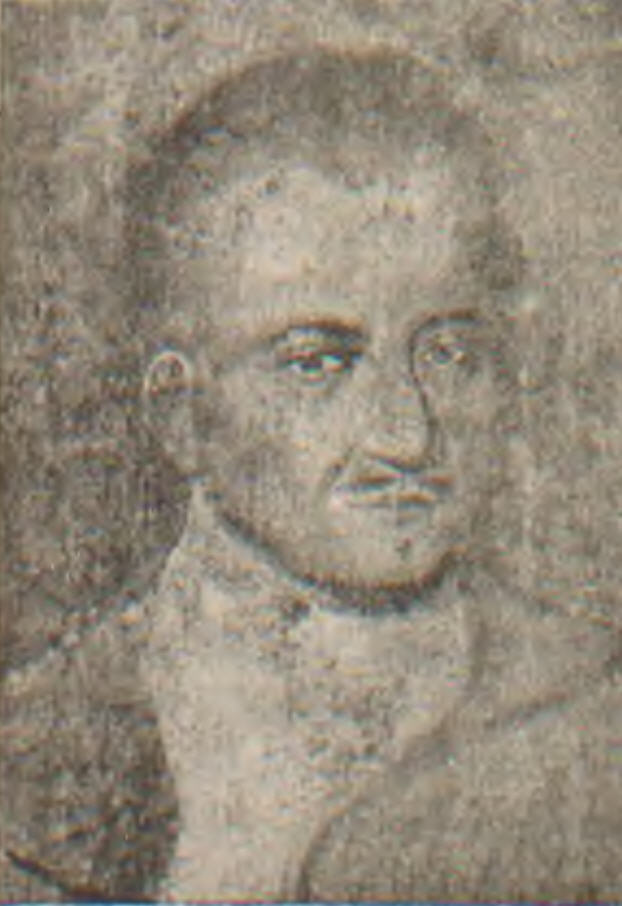
Портрет полковника Охтирського полка Олексія лесевицького (XVIII ст.).

- 1707—1711 Федір Володимирович Шидловський — колишній полковник Ізюмського полку. З 1709 отримав чин генерал-майора. Після сварки з Меншиковим, по наказу царя Петра Олексійовича Шидловського було заарештовано, він був знятий з посади також у нього були відібрані всі чини та нагороди.
- 1711 Федір Осипович Осипов — колишній полковник Охтирського полку.
- 1735—1744 Олексій Леонтійович Лесевицький — колишній полковник Охтирського полку.
- 1744—1751 Після смерті О. Л. Лесевицького козацьких бригадирів не призначали. А самі козаки входили до бригади генерал-майора Якова Лукича Фролова-Багріїва.
- 1751 Іван Григорович Квітка — колишній полковник Ізюмського полку. Його було призначено бригадиром, але він помер до того як надійшли папери про призначення.
- 1751—1757  Василь Петрович Капніст  — колишній сотник Ізюмського полку (1727), Миргородський (1737–1750) та Київський полковник (1750). Загинув у битві під Грос-Єгерсдорфом[3] в ході Семирічної війни (Прусський похід).
- 1758—1763 Дмитро Антонович Банческул. Призначено після смерті Капніста.
- 1763—1764 Микита Васильович Поскочин. Генерал-майор.Призначено після відсторонення Банческула. [4]
- 1764—1765 Вільям Іванович Брінк. Генерал-майор. Останній бригадир козацьких полків. [4]